# Kerkpolder
Kerkpolder is een polder en voormalig waterschap in de gemeente Midden-Delfland, bij Schipluiden en Delft in de Nederlandse provincie Zuid-Holland. De polder heeft een driehoekige vorm en wordt in het zuiden begrensd door de Zuidkade, in het oosten door de Tanthofkade en in het westen door de Zouteveenseweg, Keenenburgweg en Gaag.
Het waterschap was verantwoordelijk voor de waterhuishouding in de polder.
De weg over de Tramkade (weg tussen Schipluiden en Den Hoorn) was de enige weg die voor de polder van belang was, en was in eigendom van de gemeente Schipluiden, maar werd beheerd door de polder. Zowel de polder als de Westlandsche Stoomtramweg-Maatschappij onderhielden de weg. Vanwege de functie van de kade kwam de weg niet in aanmerking voor intensief gebruik voor gemotoriseerd verkeer.
De Tanthofkade, een eeuwenoude dijk, scheidt de Kerkpolder in Den Hoorn van de Abtswoudsepolder.

## Naam
De naam komt van de Domkerk van Utrecht die eigenaar was van een deel van het grondgebied, het Sint Maartensrecht.

## Ontstaan polder
De Kerkpolder dateert uit de tweede helft van de twaalfde eeuw en vormde met de Klaas Engelbrechtspolder een waterstaatkundige eenheid en sloten liepen daarom in elkaar door. Rond het midden van de dertiende eeuw werd de Kerkpolder van de Klaas Engelbrechtspolder gescheiden door de Gaag, die van Schipluiden naar Den Hoorn gegraven was, voor een verbeterde afwatering. De Zuidkade was de zuidelijke grens van de polder en beschermde het gebied tegen het toen nog onontgonnen en hoger gelegen veengebied van de latere Zouteveense polder. De oostelijke grens, de Tanthofkade, was opgeworpen bij het ontginnen van de Lage Abtwoudsche polder.

## Huidig gebruik
De Kerkpolder ligt op het grondgebied van de gemeenten Midden-Delfland en Delft. Het noordelijke deel hoort bij de buurt Den Hoorn, onderdeel van Midden-Delfland. Het oosten hoort bij de buurten Kerkpolder, deel van de wijk Buitenhof en Tanthofkadebuurt, deel van de wijk Tanthof-West. Beide wijken horen bij Delft. Het centrale deel van de polder hoort bij de buurt Hodenpijl in Midden-Delfland en het zuidwesten valt onder de buurt Schipluiden in Midden-Delfland.
Het grootste deel van de polder wordt gebruikt voor recreatie. Zo liggen in het noorden, bij Den Hoorn, sportvelden. In het oosten is een parkachtig gebied met wandelpaden en bosschages. Ten zuiden daarvan bevinden zich sportvelden en een zwembad en in het westen en zuiden wordt het land grotendeels gebruikt door Golfclub Delfland en bevindt zich een sportpark. Oude landschapselementen en kreekruggen zijn hier nauwelijks bewaard gebleven. Dwars door het gebied loopt de rijksweg A4.

## Galerij

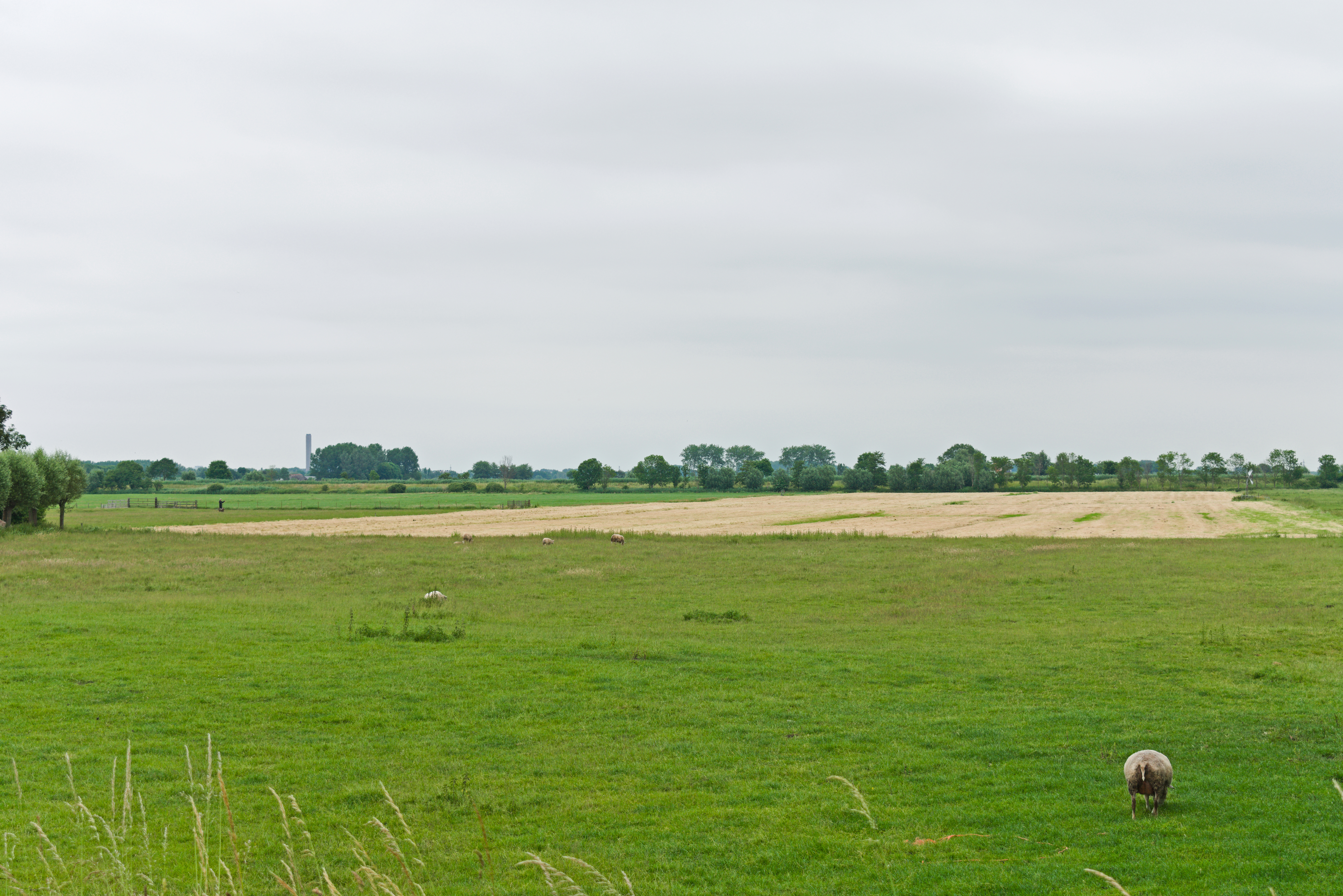
Kerkpolder vanaf de Gaag gezien
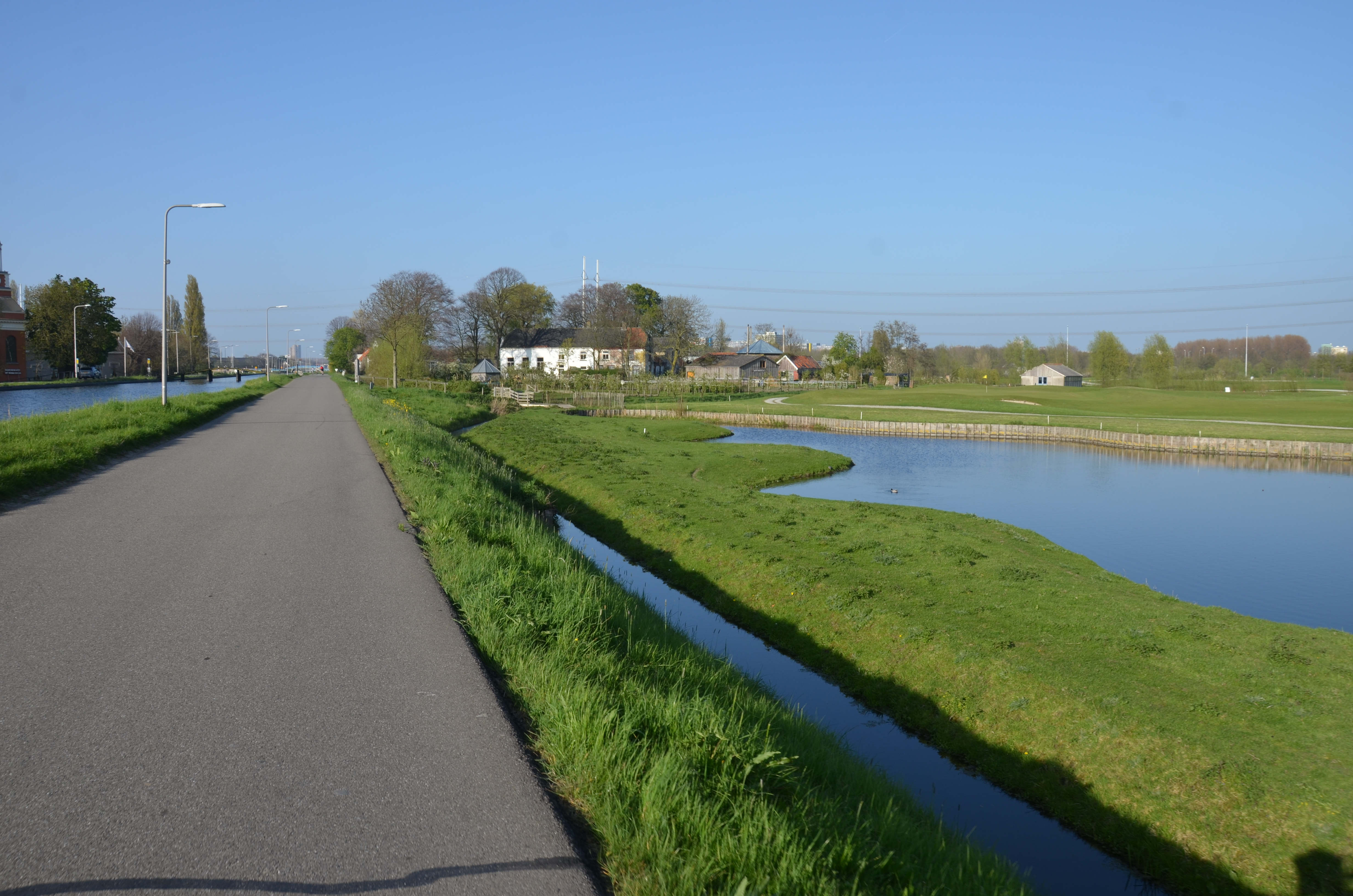
Golfbaan in de Kerkpolder en links de Gaag.
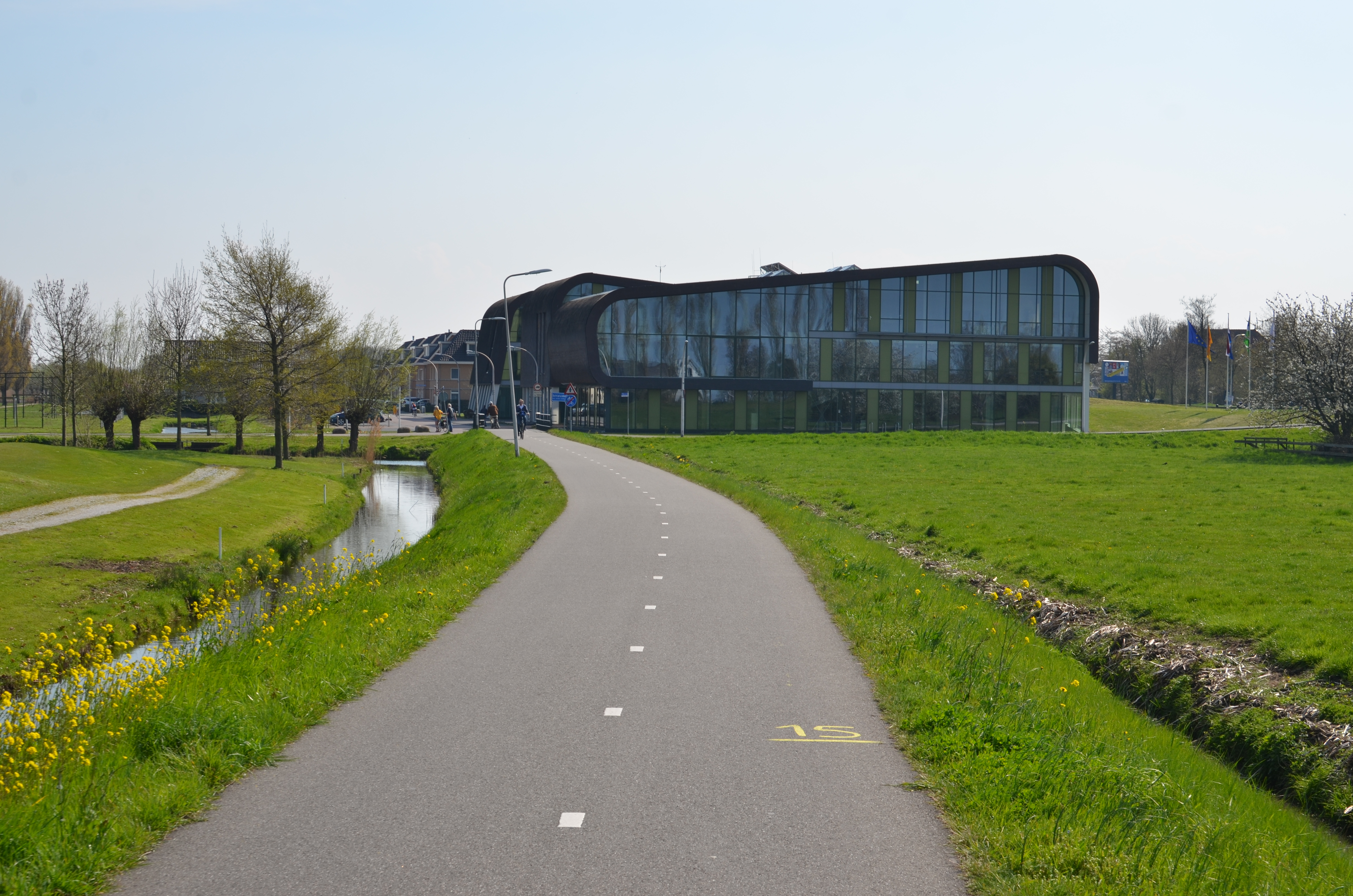
Gemeentehuis van Midden-Delfland in de Kerkpolder
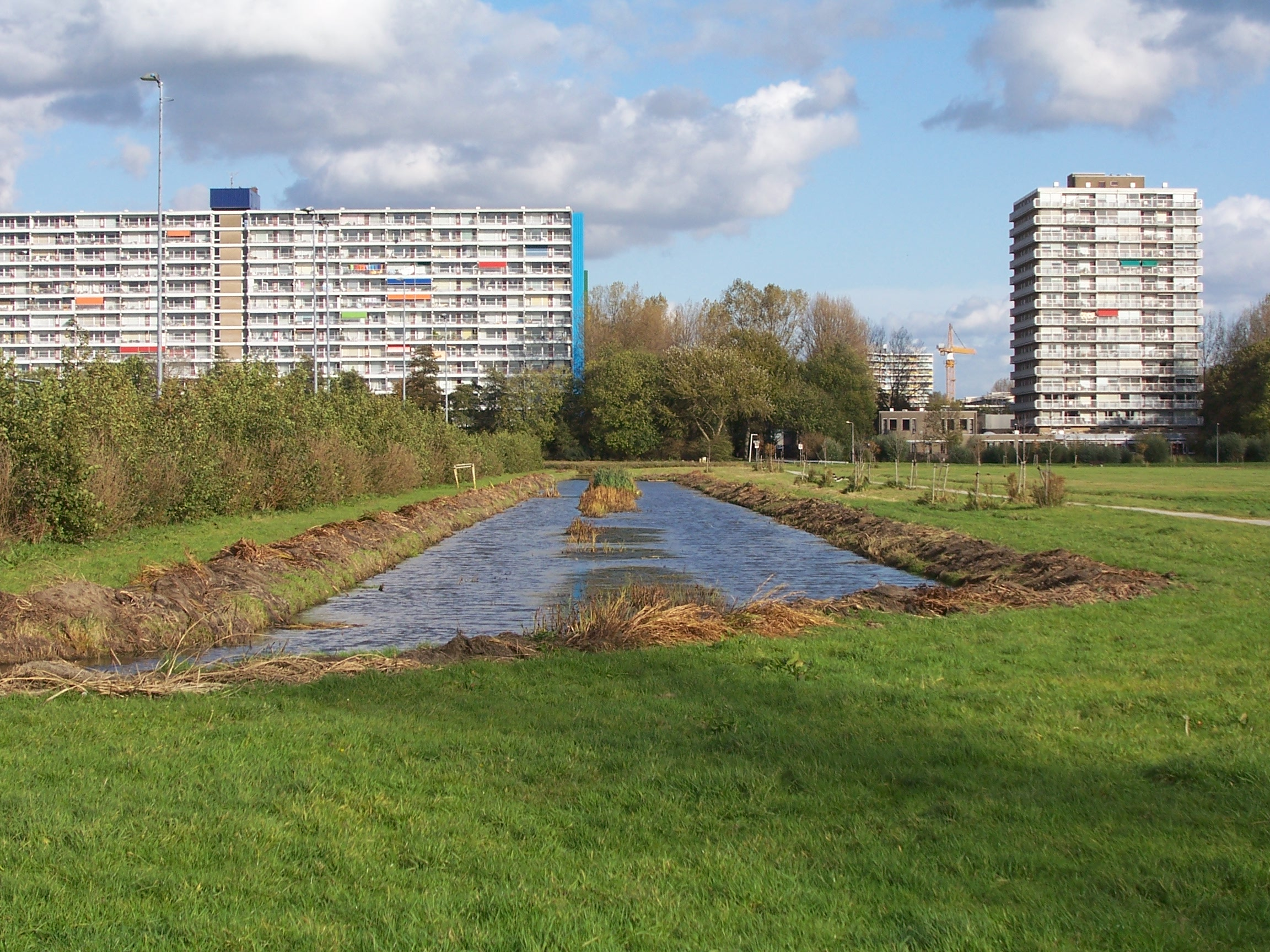
Kerkpolder in Delft
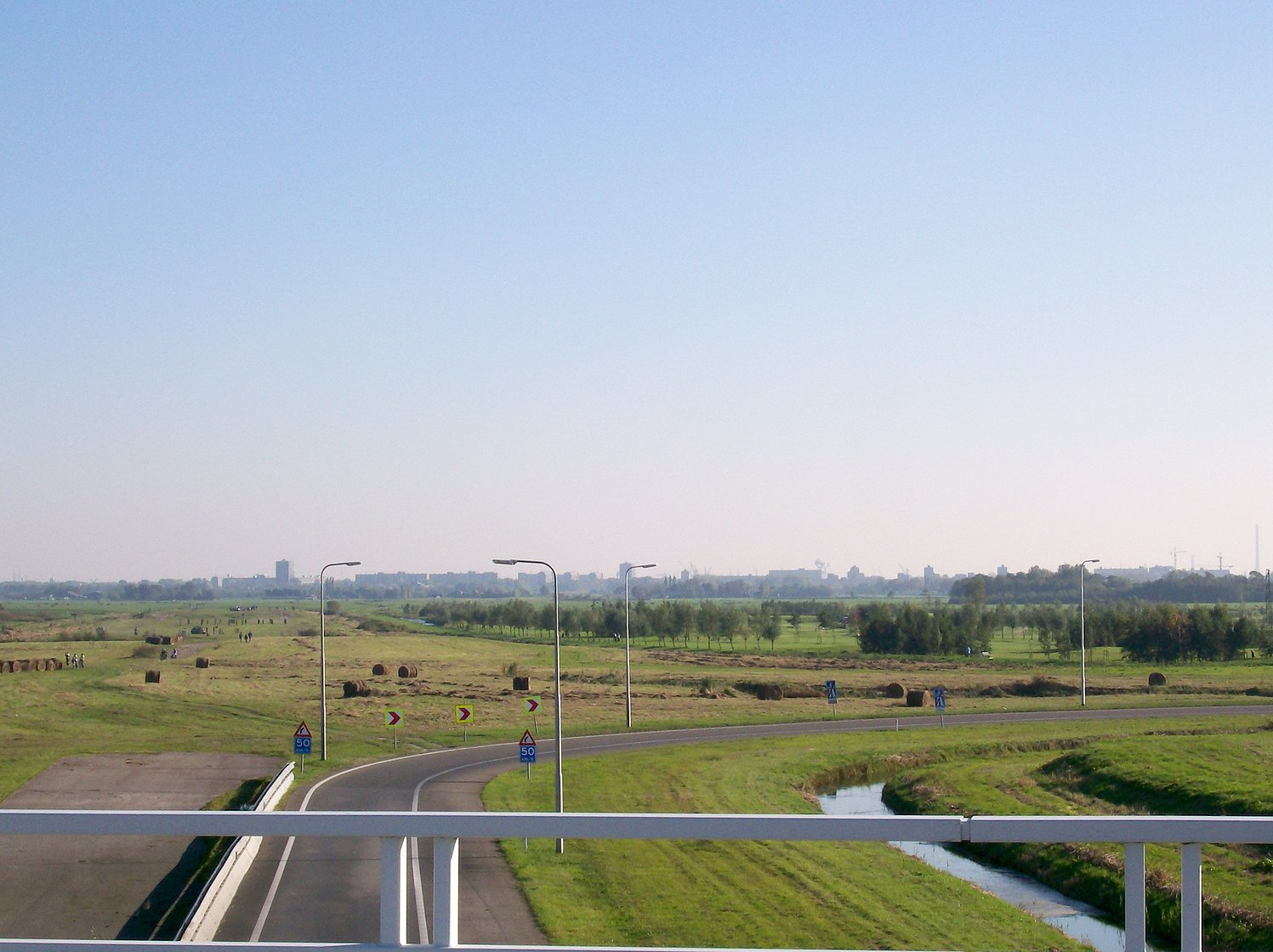
De Kerkpolder in 2007, voor de aanleg van de A4 tussen Delft en Schiedam (in de verte).
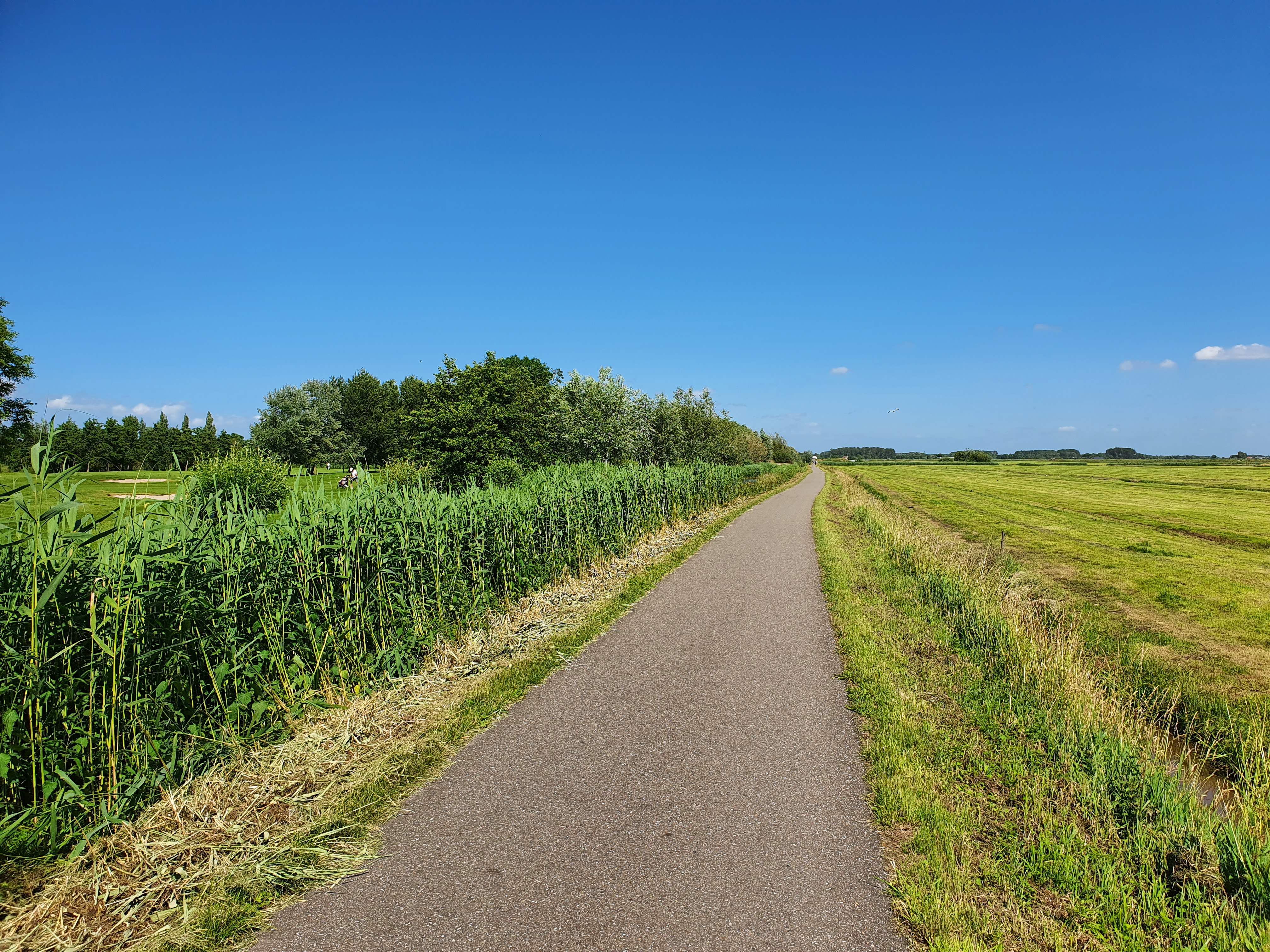
De Zuidkade is de zuidelijke grens van de Kerkpolder. Link van de Zuidkade is Golfbaan Delfland en rechts is de Zouteveense polder.
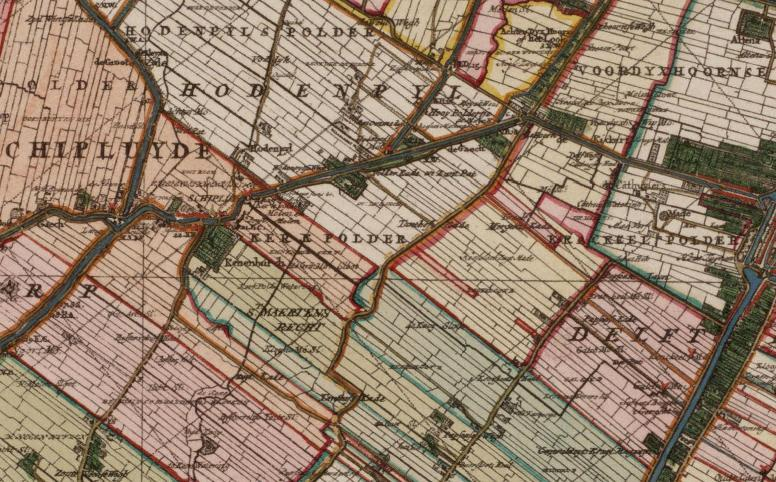
Kaart van de Kerkpolder in 1712, door Nicolaus Cruquius

## Voetnoten
1. ↑  A. W. Sijthoff (1870): Algemeene statistiek van Nederland: deel. Het grondgebied, Vereeniging voor de Statistiek in Nederland, Amsterdam, blz. 396. Gearchiveerd op 16 augustus 2023.
2. ↑  Archievenoverzicht Hoogheemraadschap van Delfland
3. ↑  Historie en landschap van de Kerkpolder, het zuidelijk deel van de Lage Abtswoudsche polder, het westelijk deel van de Zuidpolder van Delfgauw en de Akkerdijksche polder[dode link], door de Stichting Midden-Delfland is Mensenwerk, n.a.v. veldverkenningen en historisch onderzoek door Epko Bult, Henk Groenendaal, Jacques Moerman, Pia van Oord en Frits van Ooststroom, april 2014, blz. 45
4. ↑  Historie en landschap van de Kerkpolder, het zuidelijk deel van de Lage Abtswoudsche polder, het westelijk deel van de Zuidpolder van Delfgauw en de Akkerdijksche polder[dode link], door de Stichting Midden-Delfland is Mensenwerk, n.a.v. veldverkenningen en historisch onderzoek door Epko Bult, Henk Groenendaal, Jacques Moerman, Pia van Oord en Frits van Ooststroom, april 2014, blz. 24, 26